# Три белега на съществуването
В будизма Трите белега на съществуване са три характеристики (пали: тилаккхана; санскрит: трилаксана), споделяни от всички съзнателни същества, а именно: непостоянството (анича); страданието или неудовлетворението (дукха); не-аз (анатта).
Според будистката традиция, пълното разбиране на тези три може да сложи край на страданията (дукха ниродха, 苦灭). Буда учи, че всички същества, обусловени от причини (санкхара) са непостоянни (анича) и страдащи (дукха) и той казва, че не-азът (анатта) определя всички дхамми, което значи, че не съществува „аз“ или „мое“ както в условия, така и при липсата на условия (т.е. ниббана).
1. Непостоянство (Анитя)
Будизмът постулира, че както нашият вътрешен психически живот, така и външният свят са в процес на непрекъсната промяна. Всичко съставно е непостоянно и нестабилно, зависещо от определени условия за своето съществуване. Всичко е в постоянно движение и условията са непрекъснато променящи се. Никой от нас не е физически, емоционално и умствено същият, какъвто е бил преди години и дори преди миг. Всички ситуации, всички наши мисли и душевни състояния се раждат, набират сила, отслабват и умират. Ние сме променящи се същества в променящ се свят и не е възможно да намерим сигурност дори и в най-близко бъдеще. Нещата се появяват и изчезват, раждат и умират. Нищо не се запазва.
2. Страдание (Духкха)
Будизмът има за цел да покаже път за освобождение и духовно решение на човешкото страдание. Будизмът е една от основните религии в света, но за разлика от християнството, юдаизма и исляма, будизмът не е теистична религия. В западния свят думата „религия“ се свързва с нуждата от вярване в нещо свещено и висше, именно поради влиянието на другите религии, и затова много хора разглеждат будизма по-скоро като философия.
Все пак, въпреки че в будизма не се говори за бог, в който да вярваме, не може да бъде и разглеждан само като философия, тъй като не е просто интелектуална структура. Буда отрича догматизма и сляпата вяра, като съветва жителите на Калама да проверяват твърденията както на брахманите, така и на будистките монаси (бхикшу) на базата на своя собствен опит и истински прозрения (даршана). А ако нямат такива, да се уповават на Буда, Дхарма и Сангха.
3. Безсубектност (Анатман)
Анатта (на пали, анатма на санскрит) е в основата на будисткото учение, че агрегатите, елементите и сферите на човешкото битие (пудгала) не съдържат в себе си такава специфична дхарма като Аз, душа, човек. Материята, казва Буда, не е Аз (тя е анатта), чувствата не са Аз (те са анатта), възприятията не са Аз (те са анатта), нагласите не са Аз (те са анатта), съзнанието не е Аз (то е анатта). Единственото, за което можем да бъдем сигурни, че съществува (асти), казва Асанга, великият реформатор на Махаяна, е идеята за несъществуването на Аза.